# Passiflora gilbertiana
Passiflora gilbertiana J.M. MacDougal – gatunek rośliny z rodziny męczennicowatych (Passifloraceae Juss. ex Kunth in Humb.). Występuje endemicznie w Kostaryce. 

## Morfologia
PokrójZdrewniałe, trwałe, owłosione liany.
LiściePodwójnie klapowane, rozwarte u podstawy. Mają 4–17,5 cm długości oraz 2–8 cm szerokości. Całobrzegie, z tępym lub ostrym wierzchołkiem. Ogonek liściowy jest owłosiony i ma długość 10–50 mm. Przylistki są liniowo lancetowate, mają 2–6 mm długości.
KwiatyPojedyncze lub zebrane w pary. Działki kielicha są podłużnie lancetowate, żółtawe, mają 1–1,5 cm długości. Płatki są owalne lub podłużnie owalne, zielonożółtawe, mają 0,2–0,4 cm długości. Przykoronek ułożony jest w 1–2 rzędach, żółty, ma 5–7 mm długości.
OwoceSą prawie kulistego kształtu. Mają 1,2–1,4 cm średnicy.

## Biologia i ekologia
Występuje w lasach na wysokości około 1500 m n.p.m.